# Litsea utilis
Litsea utilis är en lagerväxtart som beskrevs av Jacob Gijsbert Boerlage. Litsea utilis ingår i släktet Litsea och familjen lagerväxter. Inga underarter finns listade i Catalogue of Life.